# Léo Taxil
Œuvres principales
- Les Mystères de la franc-maçonnerie

Gabriel Jogand-Pagès, dit Léo Taxil, né à Marseille le 21 mars 1854 et mort à Sceaux le 31 mars 1907, est un écrivain français anticlérical puis antimaçon. Auteur, à l'aide de quelques collaborateurs dont Paul Rosen, d'une mystification de grande ampleur contre la maçonnerie, l'accusant de satanisme, il alla jusqu'à fabriquer de fausses preuves et à envoyer une correspondance délatrice au pape. Ces manipulations de l'opinion et particulièrement des catholiques commencèrent en 1885 et prirent fin en 1897 avec ses aveux publics.

## Biographie

### Famille et jeunesse

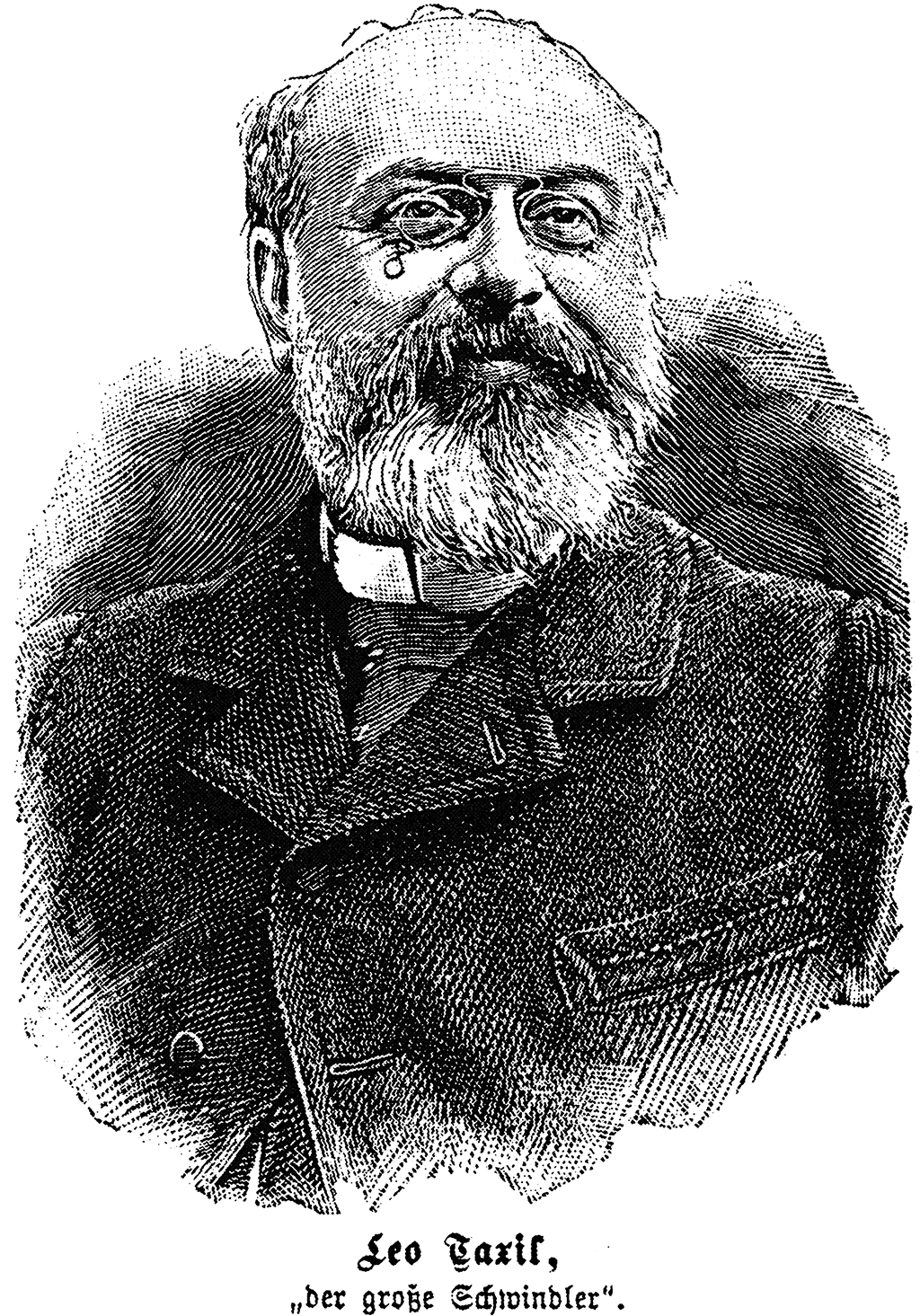
Léo Taxil vers 1900.

Léo Taxil, Marie Joseph Gabriel Antoine Jogand-Pagès de son nom complet, est né dans une famille bourgeoise aux opinions plutôt royalistes et très cléricales.
Son père, Charles François Marie Jogand, apparenté à Saint Jean-François Régis, était quincailler à Marseille et fréquentait la Mission de France, un organe de la Compagnie de Jésus ; il avait dans sa fratrie un prêtre et une religieuse. Sa mère, Joséphine Françoise Antoinette Pagès, était issue d’une famille de négociants de Sète.
Il est le deuxième d’une fratrie de trois enfants. Son frère Maurice (1850-1917) devint journaliste et auteur de romans populaires, sous le pseudonyme de Marc Mario ; il vécut à Paris et adopta également des opinions anticléricales. Sa sœur Marguerite, née en 1860, mourut avant 1887.
À l’âge de quatorze ans, il s’éloigna de la religion et adhéra aux idées radicales d’Henri Rochefort, qui publiait le journal satirique clandestin La Lanterne. Rêvant de rejoindre Rochefort dans son exil à Bruxelles, il fugua avec son frère ainé, mais fut interpellé par la gendarmerie de Barrême. Son père décida le faire interner dans la colonie pénitentiaire de Mettray, où il ne passa que deux mois, mais « jura à la religion une haine éternelle », pensant que la décision de son père était due à ses amis catholiques. Il devient élève au lycée Thiers, dont il est exclu après avoir mené des révoltes estudiantines contre l'administration.

### Auteur anticlérical
Devenu journaliste et républicain, il fréquente les milieux anticléricaux de Marseille, tout en offrant ses services à la police pour dénoncer des républicains. Puis il quitte Marseille pour des raisons obscures, et fait un bref séjour en Suisse, avant de rejoindre Paris. À partir de 1875, il s'engage dans la lutte anticléricale, fondant la Librairie anticléricale puis des journaux comme La République anticléricale, et adopte le pseudonyme de « Léo Taxil » (« Léo » pour Léonidas, le prénom d'un aïeul maternel, et « Taxil » en référence à un seigneur hindou, Taxilès, allié d'Alexandre le Grand). Se réclamant dans ses écrits de Voltaire, il tourne en dérision l'enseignement du dogme et de la morale catholiques, de ceux qu'il appelle les « calotins », et accuse le clergé de tous les vices et de toutes les turpitudes à connotations sexuelles, en premier lieu Mgr Dupanloup. Il participe également à des banquets républicains et organise de nombreuses conférences qui, la notoriété venant, attirent un public enthousiaste.
En 1879, il passe devant la cour d'assises de la Seine pour avoir écrit À bas la calotte, qui lui vaut d'être poursuivi pour avoir insulté une religion reconnue par l'État et outragé la morale publique, mais il est acquitté. Puis en 1881, il écrit La Marseillaise anticléricale.

### Auteur antimaçonnique
Le public, lassé, finit par ne plus considérer les dernières parutions de sa « Librairie anticléricale ». C'est alors que Léo Taxil conçoit une nouvelle mystification. En 1886, alors qu'il était excommunié, il annonce sa conversion, fait un pèlerinage à Rome et reçoit l'absolution de Léon XIII, désavouant ses travaux antérieurs. Il commence alors une campagne contre les francs-maçons, dont il a été exclu dès le 1er degré pour « fraude littéraire ». Selon ses dires, il faisait partie de la loge Le temple des amis de l'honneur français. Dès lors, il se lance dans une violente carrière antimaçonnique, et publie des ouvrages exactement dans la même veine que ses précédents anticléricaux, mais dirigés cette fois contre les francs-maçons, qui sont à leur tour accusés des pires déviances sexuelles.
En 1887, il est reçu en audience par le pape Léon XIII grâce à l'intercession du nonce apostolique en France, Mgr Rotelli. Le pape blâme à cette occasion l'évêque de Charleston pour avoir dénoncé les confessions antimaçonniques comme une fraude. En 1892, Taxil commence à publier un journal, La France chrétienne anti-maçonnique.
Entre le 20 novembre 1892 et le 20 mars 1895, il fait paraître avec Carl Hacks, sous le pseudonyme du Docteur Bataille, Le Diable au XIXe siècle, un ouvrage prétendant dresser l'état de l'occultisme, accusant les loges d'adorer le démon et dénonçant une vaste conspiration maçonnique mondiale, qui fait un grand bruit. À côté de figures bien réelles de la maçonnerie comme Albert Pike, accusé par Taxil de « communiquer avec le démon », il met en scène des personnages de fiction, comme « Sophie Walder », Grande Maîtresse du Lotus de France, Suisse et Belgique, et « Diana Vaughan », haute dignitaire luciférienne, qui aurait écrit pour lui ses confessions, où elle parle du culte satanique appelé « palladisme ». Ces assertions sont « confirmées », à la même époque, par l'installation à Paris d'une Américaine du nom de Diana Vaughan qui attire aussitôt l'attention, et que Taxil présente aux journalistes catholiques influents. Devant les prétendues révélations de Diana Vaughan, une polémique naît. Un « congrès antimaçonnique », réuni à Trente avec la participation de Taxil en 1896, prétend, en vain, trancher la question de leur véridicité,.
Abel Clarin de La Rive mena une véritable enquête qui finit par confondre Taxil. Celui-ci préféra prendre les devants et annoncer lui-même son imposture,. Taxil décide donc de présenter ce qu'il appelle sa mystification lors d'une conférence le 19 avril 1897 dans la grande salle de la Société de géographie de Paris. À la stupeur de l'auditoire, qui compte un certain nombre d'ecclésiastiques, il fait savoir que cette Diana n'était qu'un canular parmi toute une série ; il s'agit, dit Taxil, d'une simple dactylographe employée par une maison américaine qui vend des machines à écrire et qui lui avait permis d'utiliser son nom. Il avait commencé, dit-il, douze ans plus tôt, en persuadant le commandant de Marseille que le port était infesté de requins et qu'un navire avait été envoyé pour les détruire. Il avait ensuite inventé une ville sous-marine dans le lac Léman et attiré des touristes et des archéologues pour la retrouver. Il remercie les évêques et les journaux catholiques d'avoir si bien contribué à son canular final, à savoir sa « conversion ». L'assistance reçoit ces révélations avec indignation et le tumulte dans la salle tourne au pugilat. Lorsque Taxil veut s'en aller, il est malmené au point que des agents de police doivent l'accompagner jusqu'à un café voisin. Il quitte alors Paris.
Autour de Taxil, on trouve parmi les personnages qui l'inspiraient (lui ou des membres de son équipée) des individus comme Lechartier, Paul Rosen ou Henri de Guillebert des Essars, dont certains successeurs infiltreront la Revue Internationale des Sociétés Secrètes de Mgr Jouin pour servir de lieu de diffusion, dans l'entre-deux-guerres, aux idées du « complot judéo-maçonnique ». Le métaphysicien René Guénon, qui a suivi de près les linéaments de l'affaire Taxil, a permis de jeter une lumière sur les continuateurs de Taxil.

### Fin de carrière
Par la suite, Léo Taxil reprit sa carrière d’auteur anticlérical, à la fois en rééditant des ouvrages d’avant sa conversion, et en publiant quelques nouveaux livres et revues dans ce registre. Il adopta le pseudonyme de Prosper Manin pour deux romans pornographiques sans connotation anticléricale. À partir de 1904, sous le nom de Jeanne Savarin, il se fit auteur de manuels pratiques à destination des ménagères (cuisine, achats domestiques), notamment L'art de bien acheter : un « guide […] contre les fraudes de l’alimentation, moyens pratiques de reconnaître toutes les tromperies ».
Il s’établit vers 1899 à Sceaux. Dans les mois précédant sa mort, il peinait à convaincre les éditeurs de le publier et menait un train de vie modeste, travaillant comme correcteur dans une imprimerie. Il mourut le 31 mars 1907, dans un oubli relatif.

## Publications

Les Mystères de la franc-maçonnerie.

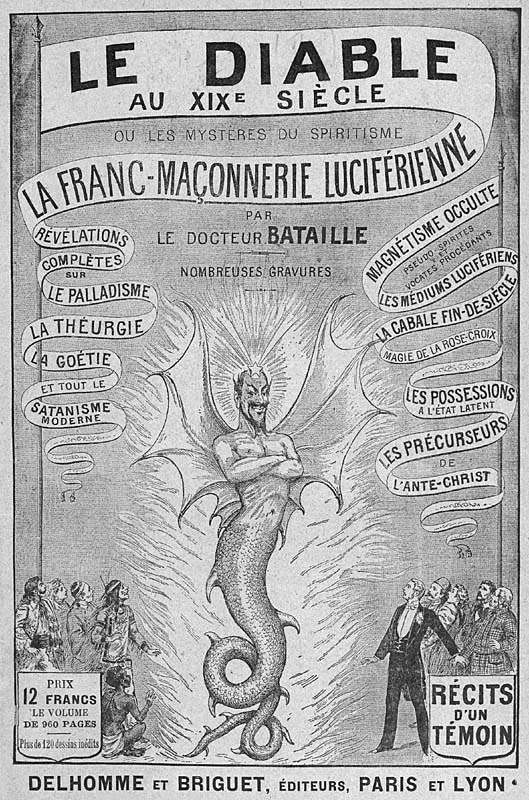
Le Diable au XIXe siècle, écrit sous le pseudonyme collectif de Dr Bataille avec Charles Hacks.

Affiche promotionnelle pour La Bible amusante (1890).

Léo Taxil a fait paraître certains de ses ouvrages sous divers pseudonymes : Paul de Regis, Gabriel Jogand Pages, Adolphe Ricoux, Prosper Manin, Miss Diana Vaughan, Jeanne Savarin, Carlo Sebastiano Volpi, Docteur Bataille.

### Ouvrages anticléricaux
- À bas la calotte, Bibliothèque anti-cléricale, 1879.
- Les Soutanes grotesques (1879)
- La Chasse aux corbeaux (1879)
- Le Fils du jésuite (1879)
- Les Bêtises sacrées, revue critique de la superstition, Librairie anticléricale, (1880).
- Les Friponneries religieuses, avec Alfred Paulon, suivies de quelques variétés anti-cléricales, Librairie nationale, (1880).
- Plus de cafards !, Librairie anticléricale, (1880).
- Calotte et calotins (1880-1882). Histoire illustrée du clergé et des congrégations.
- Les Borgia (1881)
- Les Pornographes sacrés : la confession et les confesseurs (1882)
- La Bible amusante (en) (1882)
- Un Pape femelle (1882)
- L'Empoisonneur Léon XIII et les cinq millions du chanoine (1883)
- La Prostitution contemporaine (1883)
- Pie IX devant l'Histoire : Sa vie politique et pontificale. Ses débauches, ses folies, ses crimes, 2 vol. (1883)
- Les Amours secrètes de Pie IX par un ancien camérier secret du pape, Librairie anticléricale, Librairie populaire, 2 vol., Paris, (1881)
- Les Maîtresses du Pape, roman historique anti-clérical, Librairie anti-cléricale, (1884)
- La Vie de Veuillot immaculé (1884)
- La Bible amusante, Édition complète de 1897-1898 donnant les citations textuelles de l'Écriture sainte et reproduisant toutes les réfutations opposées par Voltaire, Fréret, lord Bolingbroke, Toland et autres critiques], Librairie pour tous, (1897) Réédition de Varly 2019
- Les Livres secrets des confesseurs dévoilés aux pères de famille, P. Fort, (1901).

### Ouvrages antimaçonniques
- Les Mystères de la franc-maçonnerie dévoilés, Letouzey et Ané, s. d. (1886), in-4°, iv + 804 p, illustrations. Réédition De Varly 2019
- Révélations complètes sur la franc-maçonnerie:
  - Les Frères trois points[16], Letouzey et Ané, (1886).
  - Les Sœurs maçonnes, Letouzey et Ané, (1886) [lire en ligne].
- Le Vatican et les francs-maçons (1886).
- La Franc-maçonnerie dévoilée et expliquée. Édition populaire résumant les plus complètes révélations, Letouzey et Ané, s. d. (1887). Réimpression en fac-similé réduit (2011).
- Confession d'un ex-libre penseur] (1887). [lire en ligne]
- Histoire anecdotique de la Troisième République (1887).
- Les Assassinats maçonniques, avec Paul Verdun, Albert Savine, vers 1887; rééd. Letouzey et Ané (1890).
- La France maçonnique, liste alphabétique des francs-maçons, 16 000 noms dévoilés] (1888).[lire en ligne]
- Les Admirateurs de la lune à l'Or. de Marseille, avec Tony Gall, 1889.
- La Ménagerie républicaine (1889).
- La Corruption fin de siècle], G. Carré, (1894).[lire en ligne]
- Y a-t-il des femmes dans la franc-maçonnerie ?, avec Amand-Joseph Fava, H. Noirot, (1891).
- L'Existence des loges de femmes affirmée par Mgr Fava évêque de Grenoble et par Léo Taxil; recherches à ce sujet et réponse a M. Aug. Vacquerie, rédacteur du Rappel, par Adolphe Ricoux (Léo Taxil lui-même sous pseudonyme), Paris : Téqui, [1891].
- Le Diable au XIXe siècle (1895), en collaboration avec le Dr Charles Hacks, médecin de Fécamp, ils écriront sous le pseudonyme collectif de Dr Bataille.

### Romans
- Les Trois cocus, P. Fort, (1900)
- La Vie de Jésus, P. Fort, (1900)
- Prosper Manin. Marchands de chair humaine[17]  Dijon : E. Bernard, 1904. Petite collection E. Bernard ; no 20. 128 p.: ll. ; in-16 « Texte en ligne »

### Essais
- Les Conversions célèbres, deuxième série, Tolra, (1891)
- M. Drumont, étude psychologique, Letouzey et Ané, (1890)
- L'Art de bien acheter, guide de la ménagère mise en garde contre les fraudes de l'alimentation, moyens pratiques de reconnaître toutes les tromperies, écrit sous le pseudonyme de Mme Jeanne Savarin, E. Petit, (1904).
- L'Enclave Monaco, L'auteur, (1905)

### Livre d'illustrations
- La Ménagerie républicaine, galerie amusante de nos petits grands hommes, illustré par Barentin, Letouzey et Ané (1889).

### Confession
- Léo Taxil, Confessions d'un ex-libre-penseur, Paris, Letouzey & Ané, 1887, 416 p. (présentation en ligne)

#### Ouvrages
- Edmond Frank, « Une mystification » [Dana Vaughan et Léo Taxil] in L'Illustration no 2827, 1er mai 1897, p. 346 (ill.)
- Jörg Lanz von Liebenfels, Der Taxilschwindel. Ein welthistorischer Ulk, Francfort, 1905
- Leslie Fry, pseudonyme de Paquita Chichmarev, Léo Taxil et la Franc-Maçonnerie, Chatou, éd. British-American Press, 1934
- Eugen Weber, Satan Franc-Maçon. La mystification de Leo Taxil, Paris, éd. Julliard, collection « Archives », 1964
- Thérèse de Lisieux, « Le Triomphe de l'humilité » suivi de « Thérèse mystifiée » (1896-1897) : l'affaire Léo Taxil et le manuscrit B, Paris, éd. Cerf, 1975
- Jean-Pierre Laurant, « Le Dossier Léo Taxil du fonds Jean Baylot de la Bibliothèque Nationale », Politica Hermetica, no 4, 1990
- Bernard Muracciole, Léo Taxil. Vrai fumiste et faux frère, Éditions Maçonniques de France (EDIMAF), 1996
- Massimo Introvigne, Enquête sur le satanisme : satanistes et antisatanistes du XVIIe siècle à nos jours, traduit de l'italien par Philippe Baillet, Paris, éd. Dervy, 1997
- Marie-France James, Esotérisme occultisme franc-maçonnerie et christianisme aux XIXe et XXe siècles, explorations bio-bibliographiques, Paris, Lanore, 2008, 270 p. (ISBN 978-2-85157-376-6, lire en ligne)
- Thierry Rouault, Léo Taxil et la franc-maçonnerie satanique : analyse d'une mystification littéraire, Rosières-en-Haye, Camion blanc, coll. « Camion noir », 2011, 207 p. (ISBN 978-2-35779-134-3).
- Robert Rossi, Léo Taxil (1854-1907). Du journalisme anticlérical à la mystification transcendante, Marseille, Quartiers Nord Éditions, 2015, 826 p. (ISBN 978-2-9519739-5-4).
- Robert Rossi, Léo Taxil le Prince des fumistes, Aubagne, Éditions de la Tarente, 2025 (ISBN 978-2-4948233-3-4).
- (en) Massimo Introvigne, Satanism : A Social History, Boston, Brill Academic Pub, 2016, 668 p. (ISBN 978-90-04-28828-7), p. 158-226.

#### Articles
- P. Eugène Portalié, « Une question de morale à propos du dernier roman de Diana Vaughan », dans Études, 1897, 34e année, tome 70, p. 162-174 (lire en ligne)
- Fabrice Hervieu, « Catholiques contre francs-maçons : l'affaire Léo Taxil », L'Histoire, no 145,‎ juin 1991, p. 32-39.
- Jean-Pierre Laurant, « Le dossier Léo Taxil du fonds Jean Baylot de la Bibliothèque nationale », Politica Hermetica, Paris, L'Âge d'Homme, no 4 « Maçonnerie et antimaçonnisme : de l'énigme à la dénonciation »,‎ 1990, p. 55-63 (ISBN 2-8251-0146-X).
- (de) Manfred Eder, « Taxil, Leo (Pseudonym für Gabriel-Antoine Jogand-Pagès) », dans Biographisch-Bibliographisches Kirchenlexikon (BBKL), vol. 11, Herzberg, 1996 (ISBN 3-88309-064-6, lire en ligne), colonnes 585-591, présentant une importante bibliographie

#### Littérature
- Umberto Eco romance la mystification et la conversion de Taxil dans Le Cimetière de Prague, éd. Grasset, 2011.
- Léo Taxil est un personnage récurrent de la série policière de Brigitte Aubert, « Louis Denfert, reporter », publiée à partir de septembre 2008.